# Babaks fort

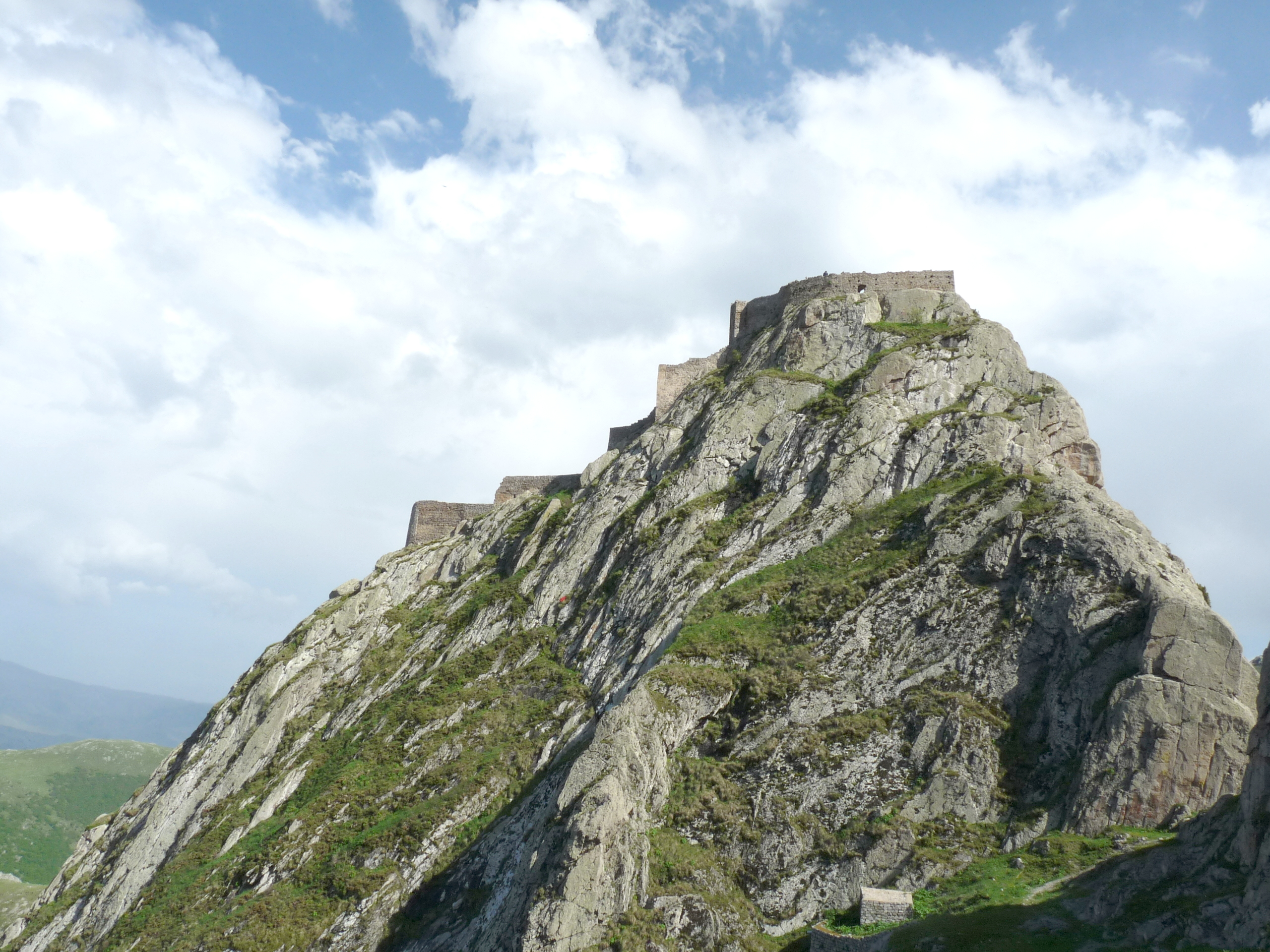
Babaks fort.

Babaks fort (persiska: قلعه بابک) ligger fem kilometer sydöst om staden Kaleybar i Iran och står uppe på ett berg 2 600 m ö.h. Fortet är omgivet av klippor och dalar och det finns bara en väg upp till fortet. Babak Khorramdin och hans kompanjoner krigade i 22 år mot det abbasidiska kalifatets soldater från detta fort. Det man har upptäckt i fortet visar att fortet var regeringscentrum på 1100-1200-talet e.Kr.